# Фалмен (Техас)
Фалмен (англ. Falman) — переписна місцевість (CDP) в США, в окрузі Сан-Патрисіо штату Техас. Населення — 60 осіб (2020).

## Географія
Фалмен розташований за координатами 27°55′41″ пн. ш. 97°10′17″ зх. д. / 27.92806° пн. ш. 97.17139° зх. д. (27.928053, -97.171276).  За даними Бюро перепису населення США в 2010 році переписна місцевість мала площу 0,20 км², уся площа — суходіл.

## Демографія
Згідно з переписом 2010 року, у переписній місцевості мешкало 76 осіб у 29 домогосподарствах у складі 22 родин. Густота населення становила 389 осіб/км².  Було 36 помешкань (184/км²).
Расовий склад населення:
| - 85,5 % — білих - 2,6 % — корінних американців - 1,3 % — чорних або афроамериканців - 10,5 % — осіб інших рас |

До двох чи більше рас належало 0,0 %. Частка іспаномовних становила 18,4 % від усіх жителів.
За віковим діапазоном населення розподілялося таким чином: 23,7 % — особи молодші 18 років, 53,9 % — особи у віці 18—64 років, 22,4 % — особи у віці 65 років та старші. Медіана віку мешканця становила 41,5 року. На 100 осіб жіночої статі у переписній місцевості припадало 72,7 чоловіків;  на 100 жінок у віці від 18 років та старших — 70,6 чоловіків також старших 18 років.
За межею бідності перебувало 12,0 % осіб, у тому числі 0,0 % дітей у віці до 18 років та 0,0 % осіб у віці 65 років та старших.
Цивільне працевлаштоване населення становило 25 осіб. Основні галузі зайнятості: освіта, охорона здоров'я та соціальна допомога — 52,0 %, транспорт — 48,0 %.